# Stefano Abbati
Stefano Abbati (Rimini, 23 febbraio 1955) è un attore italiano.

## Biografia
Esordisce nel 1983 nel film Il trono di fuoco di Franco Prosperi ed ottiene il primo ruolo importante nel film Aldis di Giuseppe M. Gaudino e poi in Chiedi la luna di Giuseppe Piccioni. Successivamente recita in numerose fiction televisive tra cui Vivere, dove interpreta il ruolo di Fabio Blasi, Donna detective con la regia di Cinzia TH Torrini e Nebbie e delitti di Riccardo Donna.
Nel 2008 appare ne Il commissario De Luca con la regia di Antonio Frazzi e sempre nello stesso anno nel film tv Noi due per la regia di Massimo Coglitore.
Dal 2012 Abbati interpreta l'imprenditore Cesare Sommariva nella fiction Le tre rose di Eva.

## Filmografia

### Cinema
- Il trono di fuoco, regia di Franco Prosperi (1983)
- Uccelli d'Italia, regia di Ciro Ippolito (1984)
- Diavolo in corpo, regia di Marco Bellocchio (1986)
- Il caso Moro, regia di Giuseppe Ferrara (1986)
- La visione del sabba, regia di Marco Bellocchio (1988)
- Chiedi la luna, regia di Giuseppe Piccioni (1991)
- Il nodo alla cravatta, regia di Alessandro Di Robilant (1991)
- Complicazioni nella notte, regia di Sandro Cecca (1992)
- Condannato a nozze, regia di Giuseppe Piccioni (1993)
- Dove siete? Io sono qui, regia di Liliana Cavani (1993)
- Caino e Caino, regia di Alessandro Benvenuti (1993)
- Il tempo del ritorno, regia di Lucio Lunerti (1993)
- Just Another Vampire Story, regia di Andrea Maulà, episodio del film De Generazione (1994)
- La ragazza di Cortina, regia di Maurizio Vanni (1994)
- Prestazione straordinaria, regia di Sergio Rubini (1994)
- Segreto di Stato, regia di Giuseppe Ferrara (1995)
- Annata di pregio, regia di Egidio Eronico (1995)
- Il cielo è sempre più blu, regia di Antonello Grimaldi (1996)
- Cuori al verde, regia di Giuseppe Piccioni (1996)
- Ilona arriva con la pioggia, regia di Sergio Cabrera (1996)
- Marciando nel buio, regia di Massimo Spano (1996)
- Un caso d'amore, regia di Riccardo Sesani (1996)
- B.B.K., regia di Alessandro Valori - cortometraggio (1996)
- La seconda moglie, regia di Ugo Chiti (1998)
- Ecco fatto, regia di Gabriele Muccino (1998)
- Mi sei entrata nel cuore come un colpo di coltello, regia di Cecilia Calvi (1998)
- Fuori dal mondo, regia di Giuseppe Piccioni (1999)
- Controvento, regia di Peter Del Monte (2000)
- Femminile, singolare, regia di Claudio Del Punta (2000)
- Due come noi, non dei migliori, regia di Stefano Grossi (2000)
- La stanza del figlio, regia di Nanni Moretti (2001)
- Ultimo stadio, regia di Ivano De Matteo (2002)
- Quasi quasi, regia di Gianluca Fumagalli (2002)
- La meglio gioventù, regia di Marco Tullio Giordana (2003)
- Te lo leggo negli occhi, regia di Valia Santella (2004)
- Vicino al fiume, regia di Carlo Marcucci (2004)
- The Call, regia di Antoine Fuqua - cortometraggio (2006)
- Matrimoni e altri disastri, regia di Nina di Majo (2010)
- Il violinista, regia di Emanuela Taschini - cortometraggio (2013)
- Mia madre, regia di Nanni Moretti (2015)
- Maria Montessori - La Nouvelle Femme (La Nouvelle Femme), regia di Léa Todorov (2023)
- Berlinguer - La grande ambizione, regia di Andrea Segre (2024)
- Quasi a casa, regia di Carolina Pavone (2024)

### Televisione
- La luna rubata, regia di Gianfranco Albano (1995)
- Il maresciallo Rocca, regia di Lodovico Gasparini - episodio 1x08 (1996)
- Ultimo, regia di Stefano Reali (1998)
- Ama il tuo nemico, regia di Damiano Damiani (1999)
- Un medico in famiglia, regia di Riccardo Donna - episodio 1x38 (1999)
- Casa famiglia, regia di Riccardo Donna - episodio 1x2 (2001)
- Padri, regia di Riccardo Donna (2002)
- Distretto di Polizia 3, regia di Monica Vullo - serie TV, episodio 3x06 (2002)
- La omicidi, regia di Riccardo Milani (2004)
- Rivoglio i miei figli, regia di Luigi Perelli (2004)
- Don Matteo 4, regia di Andrea Barzini - episodio 4x06 (2004)
- Carabinieri 5 , regia di Sergio Martino, (TV) (2005)
- Nebbie e delitti, regia di Riccardo Donna - episodio 1x03 (2005)
- Provaci ancora prof!, regia di Rossella Izzo - episodio 1x04 (2005)
- Vivere, registi vari (2005)
- R.I.S. - Delitti imperfetti, regia di Alexis Sweet - episodio 1x07 (2005)
- Giorni da Leone 2, regia di Francesco Barilli (2006)
- La luna e il lago, regia di Andrea Porporati (2006)
- Graffio di tigre, regia di Alfredo Peyretti (2007)
- Donna detective, regia di Cinzia TH Torrini (2007)
- Il commissario De Luca, regia di Antonio Frazzi (2008)
- Noi due, regia di Massimo Coglitore (2008)
- La donna che ritorna, regia di Gianni Lepre (2011)
- Il commissario Manara, regia di Luca Ribuoli - episodio 2x04 (2011)
- Che Dio ci aiuti, regia di Francesco Vicario - episodio 1x07 (2011)
- Le tre rose di Eva (2012-2015)
- La certosa di Parma, regia di Cinzia TH Torrini (2012)
- Nero Wolfe, regia di Riccardo Donna - episodio 1x06 (2012)
- Una pallottola nel cuore, regia di Luca Manfredi - serie TV, episodio 3x04 (2018)
- L'ispettore Coliandro, regia dei Manetti Bros. - serie TV, episodio 7x01: "Yakuza" (2018)
- Vite in fuga, regia di Luca Ribuoli - serie TV (2020)
- Raul Gardini, regia di Francesco Miccichè - docufilm (2023)
- Non ci resta che il crimine - La serie, regia di Massimiliano Bruno e Alessio Maria Federici - serie TV, 3 episodi (2023)
- Un amore, regia di Francesco Lagi - miniserie TV, 3 episodi (2024)
- Il re (seconda stagione), regia di Giuseppe Gagliardi - serie TV (2024)

### Cortometraggi
- I colpevoli, regia di Svevo Moltrasio (2007)
- Tra le nuvole con Woody Allen, regia di Martina Manca (2015)